# Тренажёр космического корабля «Восток-1»
Тренажёр космического корабля «Восток-1»  — система устройств и макетов, обеспечившая подготовку и тестирование первой группы космонавтов к первому полету человека в космос.

## История
К декабрю 1960 года в Лаборатории № 47 ЛИИ был создан специальный тренажёр для первой группы космонавтов.
По инициативе генерал-лейтенанта Н. П. Каманина к осени 1960 г. в лаборатории моделирующий стенд, дополненный макетом спускаемого аппарата, был превращен в стенд-тренажер. В создание тренажера для «Востока» важный вклад внесли руководители групп Е. Н. Носов, Э. Д. Кулагин, С. Т. Марченко, Д. Н. Лавров, Г. С. Макаров, Н. А. Ощепков и другие, в конструкторских работах принимали участие военпреды А. С. Акулов и В. Д. Седнев.
Конструирование устройств для тренажёра выполняло КБ Филиала ЛИИ под руководством В. И. Аверина, а их изготовление — опытное производство под руководством Н. Я. Цивлина.
По предложению руководителя Лаборатории № 47 Сергея Григорьевича Даревского тренажёр был установлен на втором этаже филиала ЛИИ.

### Структура тренажёра
Тренажёр представлял из себя аналог космического корабля (макет), летавшего впоследствии в космос. В комплекте с ним работали сложные устройства, имитирующие звездное небо, поверхность Земли, параметры полета и управления им. Все это отображалось и в кабине тренажера на приборной доске, и одновременно на оптическом приборе «Взор».

### Тренировка космонавтов
На тренажере начались тренировки первого отряда будущих космонавтов — Юрий Гагарин, Герман Титов, Григорий Нелюбов, Андриян Николаев, Павел Попович и Валерий Быковский.
Так как тренажер был уникальным, сотрудники Лаборатория № 47 не захотели приглашать военных ученых, опасаясь навязывания методик тренировок военных летчиков. Методика тренировок космонавтов разрабатывалась заслуженным летчиком-испытателем СССР Марком Лазаревичем Галлаем. Для контроля за физической готовностью к тренировкам первой шестерки Даревский и Галлай пригласили медиков-физиологов из 28 отдела — Андрея Михайловича Клочкова и Леонида Александровича Китаева-Смыка.
По окончании тренировок в этой же комнате Государственная комиссия под председательством героя Советского Союза Каманина Н. П. приняла экзамены у кандидатов в космонавты. Экзамены показали высокий уровень подготовки космонавтов. Сдача первого выпускного экзамена проходила 17—18 января 1961 года.
Оценки «отлично» получили Гагарин, Титов, Николаев и Попович, «хорошо» — Нелюбов и Быковский. На тренажере в Филиале проходили подготовку 2-я и 3-я группы космонавтов по 6 человек в каждой. В составе этих групп прошли подготовку будущие космонавты Владимир Михайлович Комаров,Павел Иванович Беляев, Алексей Архипович Леонов и другие.
Тренажёр корабля «Восток» был экспонирован на ВДНХ, в мае 1961 года был создан и введён в эксплуатацию второй более совершенный тренажёр для космонавтов.